# Естрин Яків Борисович
Яків Борисович Естрін (рос. Яков Борисович Эстрин (21 квітня 1923, Москва - 2 лютого 1987 в Москві) – російський шахіст i шаховий суддя, гросмейстер з заочних шахів від 1966 року, міжнародний майстер від 1976 року, сьомий чемпіон світу з заочних шахів.

## Шахова кар'єра
До кінця 1960-х років виступав майже виключно на турнірах у СРСР, зокрема, багаторазово в півфіналах чемпіонату країни а також у чемпіонаті Москви. 1946 року поділив 2-4-те місце на чемпіонаті РРФСР. 1949 року посів 3-тє місце на чемпіонаті Москви (позаду Юрія Авербаха i Андора Лілієнталя, перед Володимиром Симагіним), здобув за те досягнення звання майстра спорту. Досягнув кількох успіхів на міжнародній арені, перемігши, зокрема, в таких містах як: Бургас (1969), Приморсько (1970), Албена (1973), Августів (1974, разом з Юліаном Гралкою, Янушем Шукштою i Генриком Добошем), а також Лейпциг (1976).
Найвищих успіхів у кар'єрі досягнув у заочній грі, двічі завойовував нагороди чемпіонату світу: 1971 року – бронзову, a 1976-го – золоту. Серед інших успіхів: 1-2-ге місце на 5-му чемпіонаті СРСР (1962), 2-3-тє місце на меморіалі В'ячеслава Рагозіна (1966), а також перемога в командному заліку на 8-й олімпіаді з заочних шахів (1982).
1977 року здобув звання міжнародного майстра. За даними ретроспективної рейтингової системи Chessmetrics, найвище перебував у грудні 1953 року, (63-тє місце у світі), крім того найвищий рейтинг ФІДЕ мав станом на липень 1974 року (2595, 90-те місце у світі).
Крім шахових успіхів, став відомий як автор шахових книжок і теоретичних праць, зокрема, про Захист Ґрюнфельда (Москва 1959) і Захист двох коней (Москва 1970). Разом з Василем Пановим написав підручник з шахових дебютів, який витримав кілька видань. Його книжки виходили, зокрема, в Англії, Данії, Німеччині, США та Угорщині.